# ZDF-Wunschfilm
Der ZDF-Wunschfilm war ein Programmkonzept des ZDF in den 1980er Jahren. Mit dem ZDF-Wunschfilm verfolgte das ZDF den Ansatz, die Zuschauer teilweise über den Programminhalt mit entscheiden zu lassen. Hierzu konnten Zuschauer in den Sommermonaten zwischen 1983 und 1989 über den Samstagsabendfilm abstimmen. Zur Auswahl standen jeweils drei Filme, von denen der mit den meisten Stimmen letztlich gezeigt wurde. Die Abstimmung verlief in der Anfangszeit per Postkarte in Kooperation mit der Fernsehzeitschrift Hörzu und Bild, denen auch die entsprechenden Abstimmungskarten beilagen. Später erfolgte die Abstimmung mittels Televoting beim vom ZDF eingesetzten Tele-Dialog. Nun konnte bis ca. eine Stunde vor Sendungsbeginn abgestimmt werden. Kurz vor Filmstart wurde das Ergebnis bekanntgegeben und der gewählte Film präsentiert. Es wurden 52 Folgen gesendet.

## Übersicht der gezeigten Filme
In der Tabelle ist der ausgestrahlte Film farblich gekennzeichnet.
| Sendungsdatum   | 1. Wunschfilm                            | 2. Wunschfilm                         | 3. Wunschfilm                       |
| --------------- | ---------------------------------------- | ------------------------------------- | ----------------------------------- |
| 18. Juni 1983   | Anklage: Mord                            | Bettgeflüster                         | Das Schweigen im Walde              |
| 25. Juni 1983   | Moulin Rouge                             | Die kleinen Füchse                    | Arsen und Spitzenhäubchen           |
| 2. Juli 1983    | Ninotschka                               | Eine Katze jagt die Maus              | Schnee am Kilimandscharo            |
| 9. Juli 1983    | Ein neuer Stern am Himmel                | Der unsichtbare Dritte                | Wer den Wind sät                    |
| 16. Juli 1983   | Cartouche, der Bandit                    | Der Mann aus dem Westen               | Es geschah am hellichten Tag        |
| 23. Juli 1983   | Der letzte Zug von Gun Hill              | M – Eine Stadt sucht einen Mörder     | Ein Pyjama für zwei                 |
| 30. Juli 1983   | Liebling der Götter                      | Rififi                                | Zwei rechnen ab                     |
| 6. August 1983  | Tollkühne Flieger                        | Die schönen Wilden                    | Warlock                             |
| 13. August 1983 | Große Freiheit Nr. 7                     | Flucht ins 23. Jahrhundert            | Bekenntnisse eines möblierten Herrn |
| 1. Juli 1984    | Mord mit kleinen Fehlern                 | Rosemaries Baby                       | 700 Meilen westwärts                |
| 7. Juli 1984    | Manche mögen’s heiß                      | Das Spukschloss im Spessart           | Big Jake                            |
| 14. Juli 1984   | Cat Ballou – Hängen sollst du in Wyoming | Oscar                                 | Der schwarze Abt                    |
| 21. Juli 1984   | Auch die Engel essen Bohnen              | Der Mann, der Liberty Valance erschoß | Die Tiefe                           |
| 28. Juli 1984   | Der Gauner und der liebe Gott            | Bei Anruf Mord                        | Mit Dynamit und frommen Sprüchen    |
| 4. August 1984  | 18 Stunden bis zur Ewigkeit              | Abenteuer in Rio                      | In der Hitze der Nacht              |
| 29. Juni 1985   | Ein glückliches Jahr                     | Vier für Texas                        | Achterbahn                          |
| 4. Juli 1985    | Mach’s noch einmal, Sam                  | Oscar hat die Hosen voll              | Des Königs Admiral                  |
| 6. Juli 1985    | Mädchenjahre einer Königin               | Tanz der Vampire                      | Convoy                              |
| 13. Juli 1985   | Die Welt der Suzie Wong                  | Mord im Orient-Expreß                 | Die glorreichen Sieben              |
| 20. Juli 1985   | Diamantenbillard                         | Die Monte Carlo Story                 | Wasserloch Nr. 3                    |
| 25. Juli 1985   | Wetterleuchten um Maria                  | Die Landärztin                        | Johannisnacht                       |
| 27. Juli 1985   | Telefon Butterfield 8                    | Lautlos wie die Nacht                 | Kaiserjäger                         |
| 3. August 1985  | Schwejks Flegeljahre                     | Die zwölf Geschworenen                | Mord bei 45 Touren                  |
| 10. August 1985 | Die Dinge des Lebens                     | Der Frosch mit der Maske              | Woody, der Unglücksrabe             |
| 15. August 1985 | Du bist Musik                            | Conny und Peter machen Musik          | Bühne frei für Marika               |
| 19. Juli 1986   | Maria Theresia                           | Königin Christine                     | Katja, die ungekrönte Kaiserin      |
| 26. Juli 1986   | Küss mich, Dummkopf                      | Herrscher der Insel                   | Venedig sehen – und erben …         |
| 2. August 1986  | Ohne Dich wird es Nacht                  | Schachnovelle                         | Jakobowsky und der Oberst           |
| 9. August 1986  | Der Buschpilot                           | Alle Herrlichkeit auf Erden           | Elvis – The King                    |
| 16. August 1986 | Grün ist die Heide                       | Witwer mit fünf Töchtern              | Der Hexer                           |
| 23. August 1986 | Königin der Berge                        | Männer des Gesetzes                   | Sacramento                          |
| 30. August 1986 | Der Gentleman-Zinker                     | Im weißen Rößl                        | Ein Elefant irrt sich gewaltig      |
| 4. Juli 1987    | Der Puppenspieler                        | Zwei Kamele auf einem Pferd           | Das Urteil des Richters             |
| 11. Juli 1987   | Auch die Engel mögen’s heiß              | Der große Eisenbahnraub               | Die Höllenfahrt der Poseidon        |
| 18. Juli 1987   | Sauerbruch – Das war mein Leben          | Sebastian Kneipp – Ein großes Leben   | Freud                               |
| 25. Juli 1987   | Die Weiche steht auf Tod                 | Batman hält die Welt in Atem          | Die Odyssee der Neptun              |
| 1. August 1987  | Ator – Herr des Feuers                   | Royal Flash                           | Die Reise zum Mittelpunkt der Erde  |
| 8. August 1987  | Old Shatterhand                          | Der elektrische Reiter                | Die vier Söhne der Katie Elder      |
| 15. August 1987 | Hurricane                                | Das Herz ist ein einsamer Jäger       | Eine entheiratete Frau              |
| 22. August 1987 | Alexis Sorbas                            | Hawaii                                | Die Brüder Karamasow                |
| 16. Juli 1988   | Bingo Bongo                              | Balduin, der Trockenschwimmer         | Liebe auf den ersten Biss           |
| 23. Juli 1988   | Zwei Himmelhunde auf dem Weg zur Hölle   | Im Reiche des silbernen Löwen         | Der Seeräuber                       |
| 30. Juli 1988   | Jägerblut                                | Finger weg von meiner Frau            | Treibjagd in den Wolken             |
| 6. August 1988  | Sinuhe der Ägypter                       | Sayonara                              | Amber, die große Kurtisane          |
| 13. August 1988 | Die Comancheros                          | Wie klaut man eine Million?           | Sodom und Gomorrah                  |
| 20. August 1988 | Alexander der Große                      | Der Schinderhannes                    | Ludwig II.                          |
| 8. Juli 1989    | Eins, Zwei, Drei                         | Thomas Crown ist nicht zu fassen      | Die Zürcher Verlobung               |
| 15. Juli 1989   | El Hakim                                 | Spion in Spitzenhöschen               | Hotel International                 |
| 22. Juli 1989   | Die den Tod nicht fürchten               | Die eiserne Maske                     | Die Flußpiraten vom Mississippi     |
| 29. Juli 1989   | Über den Gassen von Nizza                | Überfall auf die Queen Mary           | Die Unbesiegten                     |
| 12. August 1989 | Die phantastische Reise                  | Immer mit einem anderen               | Der Querkopf                        |
| 19. August 1989 | Edouard, der Herzensbrecher              | Die Goldsucher von Arkansas           | Trans-Amerika-Express               |

## Dies und das
- 1984 startete die Wunschfilm-Staffel an einem Sonntag. Die restlichen Wunschfilme liefen dann auf dem gewohnten Samstagabend-Sendeplatz.
- 1985 wurde die Staffel um mehrere an einem Donnerstagabend versendete Wunschfilme ergänzt. Die Staffel endete auch an einem Donnerstag: am 15. August, dem (partiellen) Feiertag Mariä Himmelfahrt. Für den darauffolgenden Samstag war ebenfalls ein Wunschfilm geplant, hier sendete das ZDF allerdings den Spielfilm Mein Name ist Nobody.
- Der Wunschfilm vom 15. Juli 1989 wurde einmalig um einen vierten „Kandidaten“ ergänzt: beim vom Sender RTL übertragenen Wimbledon-Tennisturnier kam es im Herren- (Boris Becker) und Damen-Einzel (Steffi Graf) jeweils zu deutschen Endspielsiegen. Das ZDF sicherte sich die Übertragungsrechte eines Zusammenschnitts beider Finals und bot diesen beim Wunschfilm mit an. Diese Zusammenfassung siegte letztlich und wurde gesendet. Den eigentlichen Spielfilm-Sieger und Zweitplatzierten, Spion in Spitzenhöschen, strahlte das ZDF am selben Abend im Spätprogramm aus.
- Den vermutlich deutlichsten Abstimmungssieg verbuchte am 25. Juli 1987 die deutsche Free-TV-Premiere der komödiantischen Comicverfilmung Batman hält die Welt in Atem mit 71 % Stimmanteil.

## Kritik
In der Anfangszeit wurde kritisiert, dass sich an den Abstimmungen per Postkarte weniger als 30.000 Zuschauer beteiligten. Dies entsprach nur einem Bruchteil der Gesamtzuschauer, der somit das Programm für die Masse diktierte. Außerdem wurde bemängelt, dass zu verschiedene Filme zur Wahl standen und deshalb ein Programm, das nur dem Mainstream folgte, entstand.